# كريستينا رينز
كريستينا رينز (بالإنجليزية: Cristina Raines)‏ هي ممثلة أمريكية، ولدت في 28 فبراير 1952 بمانيلا في الفلبين.

## وصلات خارجية
- كريستينا رينز على موقع IMDb (الإنجليزية)
- كريستينا رينز على موقع أول موفي (الإنجليزية)
- كريستينا رينز على موقع إن إن دي بي (الإنجليزية)
- كريستينا رينز على موقع قاعدة بيانات الفيلم (الإنجليزية)